# Браян Ковен
Бра́ян Ко́вен (англ. Brian Cowen, ірл. Brian Ó Comhain; *10 січня 1960, Талламор, графство Оффалі, Ірландія) — прем'єр-міністр Ірландії і лідер партії Фіанна Файл з 7 травня 2008, змінив на цих посадах Берті Агерна, що пішов 6 травня в дострокову відставку.

## Біографічні відомості
Вибраний до парламенту в 1984 після смерті батька. 11 лютого 1992 став міністром праці в уряді Альберта Рейнольдса, 12 січня 1993 перейшов на посаду міністра енергетики (покинув крісло 22 січня 1994), 22 січня 1993 став також міністром транспорту, енергетики і комунікацій. Вимушений був піти у відставку після краху коаліційного уряду Фіанна Файл і лейбористів, у формуванні якого брав участь. Після відходу Фіанна Файл в опозицію посідав посади міністра сільського і лісового господарства і харчування (1994), охорони здоров'я (1997) в так званому тіньовому уряді.
Після парламентських виборів Ковен був призначений на посаду міністра охорони здоров'я (потім і дитячого розвитку) в уряді Берті Агерна 26 червня 1997. 27 січня 2000 став міністром закордонних справ країни. На цій посаді сприяв продовженню мирного врегулювання в Північній Ірландії і координував членство Ірландії в Раді Безпеки ООН і її головування з 1 січня до 1 липня 2004 в Європейському союзі, в період якого було прийнято 10 нових членів.
У 2002 Ковен був вибраний заступником лідера партії Фіанна Файл.
29 вересня 2004 Ковен був призначений на найвагоміший з міністерських постів в Ірландії — пост міністра фінансів замість того, що перейшов на роботу в Єврокомісію Чарлі МакКриві, де він сприяв стабілізації бюджету і продовженню економічного розвитку країни.
14 червня 2007 Ковен став також заступником прем'єр-міністра (ірл. Tánaiste) замість лідера прогресивних демократів Майкла МакДовелла після формування нового трьохпартійного уряду за участю Фіанна Файл, прогресивних демократів і зелених.
9 квітня 2008 був вибраний новим лідером партії Фіанна Файл, що очолює урядову коаліцію, замість Берті Агерна, що пішов у відставку.
Ірландія значно потерпіла внаслідок світової фінансової кризи, країна надала десятки мільярдів євро для спасіння своїх банків. Дефіцит бюджету Ірландії в 2010 досяг 32 % ВВП замість запланованих 11,6 %.. Відчутно знизився рівень життя ірландців, зросло безробіття. Уряд Браяна Ковена стрімко втратив популярність.
У листопаді 2010 ірландський уряд за наполегливою порадою від керівництва Євросоюзу звернувся до ЄС за допомогою для виплати боргів своїх банків. Європейський Союз і Міжнародний валютний фонд погодились надати Ірландії надзвичайний кредитний пакет обсягом 85 млрд євро.
1 лютого 2011 прем'єр-міністр Ірландії Браян Ковен оголосив про розпуск парламенту і повідомив про проведення дострокових виборів. Термін повноважень Ковена закінчувався лише в 2012, проте він розпустив свій уряд через важку економічну кризу, в якій опинилася країна.

## Виноски
1. ↑  Encyclopædia Britannica
2. ↑  Енциклопедія Брокгауз
3. ↑  Munzinger Personen
4. ↑  Бюджетний дефіцит Ірландії в 2010 р. складе 32 % ВВП[недоступне посилання]